# Marfanoïde habitus
De term marfanoïde habitus, afgekort marfanoïd, verwijst naar specifieke lichamelijke kenmerken die doen denken aan het syndroom van Marfan, zoals een magere lichaamsbouw, toegenomen lichaamslengte met een verlaging van de verhouding tussen het boven- en onderlichaamsegment (abnormaal lange benen) of een armspanwijdte die de lichaamslengte overschrijdt, onevenredig lange en slanke vingers ten opzichte van de handpalm (arachnodactylie en teken van Steinberg), een kromming van de wervelkolom (kyfose/bochel of scoliose) en hypermobiliteit. De fenotypische expressie is variabel en kan incompleet zijn.

## Geassocieerde aandoeningen
Een marfanoïde habitus wordt naast het syndroom van Marfan en MASS-fenotype ook geassocieerd met de volgende aandoeningen:
- Multipele endocriene neoplasie type 2b
- Syndroom van Ehlers-Danlos
- Homocystinurie
- Syndroom van Shprintzen-Goldberg